# Стари заветни крст у Манојлици
Стари заветни крст у Манојлици, насељеном месту на територији општине Сврљиг, налази се на стотинак метара испред цркве цара Kонстантина и царице Јелене, крај пута који од села води ка цркви, на месту званом Баравац.
Крст припада категорији оброчних крстова, налази се испод великог јасена, крст који је мањих размера, резан од камена кречњака, не поседује никакве украсе осим записа који гласи: С(ве)ти Георги ____________ Риста Живко  1832.
На овом заветном месту мештани су се окупљали на Ђурђевдан. По речима мештанина Милета Првуловића раније је овде постојала и капела од дрвета. Kао место окупљања заветни крст је коришћен вероватно до подизања поменуте цркве око 1848. године. Такође, тврди да се на узвишењу изнад манојличке цркве, са северне стране, на месту званом Мали камен, налазе остаци неког објекта. Очувани делови зидова, по њему грађени су од обличастог камена у малтеру. Вероватно се ради о објекту грађеног од речног камена. Није познато о каквим се остацима ради због неприступачности терена. 